# Argentína a 2008. évi nyári olimpiai játékokon
Argentína a kínai Pekingben megrendezett 2008. évi nyári olimpiai játékok egyik részt vevő nemzete volt. Az országot az olimpián 19 sportágban 138 sportoló képviselte, akik összesen 6 érmet szereztek.

## Érmesek
| Érem  | Versenyző | Sportág      | Versenyszám   |
| ----- | --- | ------------ | ------------- |
| Arany | Juan Curuchet Walter Pérez | Kerékpározás | Férfi madison |
| Arany | Nemzeti válogatott Lautaro Acosta Sergio Agüero Éver Banega Diego Buonanotte Ángel Di María Federico Fazio Fernando Gago Ezequiel Garay Ezequiel Lavezzi Javier Mascherano Lionel Messi Luciano Fabián Monzón Nicolas Navarro Nicolás Pareja Juan Román Riquelme Sergio Romero José Ernesto Sosa Oscar Ustari Pablo Zabaleta | Labdarúgás   | Férfi         |
| Bronz | Paula Pareto | Cselgáncs    | Női légsúly   |
| Bronz | Nemzeti válogatott Paola Vukojicic Belén Succi Magdalena Aicega Mercedes Margalot Mariana Rossi Noel Barrionuevo Gisele Kañevsky Claudia Burkart Luciana Aymar Mariné Russo Mariana González Oliva Soledad García Alejandra Gulla María de la Paz Hernández Carla Rebecchi Rosario Luchetti Silvina D'Elia Agustina Bouza    | Gyeplabda    | Női           |
| Bronz | Nemzeti válogatott Luis Scola Manu Ginóbili Román González Fabricio Oberto Pablo Prigioni Antonio Porta Carlos Delfino Paolo Quinteros Leonardo Gutiérrez Andrés Nocioni Juan Pedro Gutiérrez Federico Kammerichs | Kosárlabda   | Férfi         |
| Bronz | Santiago Lange Carlos Espínola | Vitorlázás   | Tornádó       |

## Asztalitenisz
Férfi
| Versenyző       | Versenyszám | Selejtező                                                       | 64-es főtábla                                              | 48-as főtábla     | 32-es főtábla     | Nyolcaddöntő      | Negyeddöntő       | Elődöntő          | Döntő             | Helyezés |
| Versenyző       | Versenyszám | Ellenfél Eredmény                                               | Ellenfél Eredmény                                          | Ellenfél Eredmény | Ellenfél Eredmény | Ellenfél Eredmény | Ellenfél Eredmény | Ellenfél Eredmény | Ellenfél Eredmény | Helyezés |
| --------------- | ----------- | --------------------------------------------------------------- | ---------------------------------------------------------- | ----------------- | ----------------- | ----------------- | ----------------- | ----------------- | ----------------- | -------- |
| Song Liu        | Egyes       |                                                                 | Csang Szongman (PRK) · 9-11, 11-9, 11-5, 4-11, 9-11, 11-13 | kiesett           | kiesett           | kiesett           | kiesett           | kiesett           | kiesett           | 49.      |
| Pablo Tabachnik | Egyes       | Esz-Szajjed Lásín (EGY) · 4-11, 11-9, 13-11, 4-11, 11-13, 15-17 | kiesett                                                    | kiesett           | kiesett           | kiesett           | kiesett           | kiesett           | kiesett           | 65.      |

## Atlétika
Férfi
| Versenyző        | Versenyszám     | Előfutam | Előfutam | Előfutam | Elődöntő | Elődöntő | Elődöntő | Döntő   | Döntő    |
| Versenyző        | Versenyszám     | Idő      | Hely.    | Össz.    | Idő      | Hely.    | Össz.    | Idő     | Helyezés |
| ---------------- | --------------- | -------- | -------- | -------- | -------- | -------- | -------- | ------- | -------- |
| Leonardo Price   | 800 m           | 1:49,39  | 6.       | 51.      | kiesett  | kiesett  | kiesett  | kiesett | kiesett  |
| Javier Carriqueo | 1500 m          | 3:39,36  | 7.       | 22.      | kiesett  | kiesett  | kiesett  | kiesett | kiesett  |
| Juan Manuel Cano | 20 km gyaloglás |          |          |          |          |          |          | 1:27:17 | 40.      |

| Versenyző           | Versenyszám   | Selejtező             | Selejtező             | Döntő    | Döntő    |
| Versenyző           | Versenyszám   | Eredmény              | Helyezés              | Eredmény | Helyezés |
| ------------------- | ------------- | --------------------- | --------------------- | -------- | -------- |
| Jorge Balliengo     | Diszkoszvetés | 58,82 m               | 30.                   | kiesett  | kiesett  |
| Juan Ignacio Cerra  | Kalapácsvetés | 70,16 m               | 30.                   | kiesett  | kiesett  |
| Germán Chiaraviglio | Rúdugrás      | érvényes ugrás nélkül | érvényes ugrás nélkül | kiesett  | kiesett  |
| Germán Lauro        | Súlylökés     | 19,07 m               | 32.                   | kiesett  | kiesett  |
| Pablo Pietrobelli   | Gerelyhajítás | 69,09 m               | 34.                   | kiesett  | kiesett  |

Női
| Versenyző         | Versenyszám   | Selejtező | Selejtező | Döntő    | Döntő    |
| Versenyző         | Versenyszám   | Eredmény  | Helyezés  | Eredmény | Helyezés |
| ----------------- | ------------- | --------- | --------- | -------- | -------- |
| Bárbara Comba     | Diszkoszvetés | 51,36 m   | 36.       | kiesett  | kiesett  |
| Alejandra García  | Rúdugrás      | 415 cm    | 31.       | kiesett  | kiesett  |
| Jennifer Dahlgren | Kalapácsvetés | 66,35 m   | 29.       | kiesett  | kiesett  |

## Cselgáncs
Férfi
| Versenyző          | Versenyszám  | Selejtező         | 32-es főtábla                       | Nyolcaddöntő                            | Negyeddöntő       | Elődöntő          | Vigaszág első kör                         | Vigaszág negyeddöntő                 | Vigaszág elődöntő | Bronz- mérkőzés   | Döntő             | Helyezés |
| Versenyző          | Versenyszám  | Ellenfél Eredmény | Ellenfél Eredmény                   | Ellenfél Eredmény                       | Ellenfél Eredmény | Ellenfél Eredmény | Ellenfél Eredmény                         | Ellenfél Eredmény                    | Ellenfél Eredmény | Ellenfél Eredmény | Ellenfél Eredmény | Helyezés |
| ------------------ | ------------ | ----------------- | ----------------------------------- | --------------------------------------- | ----------------- | ----------------- | ----------------------------------------- | ------------------------------------ | ----------------- | ----------------- | ----------------- | -------- |
| Miguel Albarracín  | Légsúly      |                   | Cshö Minho (KOR) · 0000-1000        |                                         |                   |                   | Maszud Hádzsi Áhóndzáde (IRI) · 0001-0020 | kiesett                              | kiesett           | kiesett           |                   | 13.      |
| Mariano Bertolotti | Könnyűsúly   |                   | Leandro Guilheiro (BRA) · 0010-0100 | kiesett                                 | kiesett           | kiesett           |                                           |                                      |                   |                   |                   | 21.      |
| Emmanuel Lucenti   | Váltósúly    |                   | Euan Burton (GBR) · 0001-0010       | kiesett                                 | kiesett           | kiesett           |                                           |                                      |                   |                   |                   | 21.      |
| Diego Rosati       | Középsúly    |                   | Brian Olson (USA) · 0001-0000       | Ivan Persin (RUS) · 0000-1000           |                   |                   | Patrick Trezise (RSA) · 1000-0000         | Andrej Kazuszjonak (BLR) · 0000-1000 | kiesett           | kiesett           |                   | 9.       |
| Eduardo Costa      | Félnehézsúly |                   | Pálkovács Zoltán (SVK) · 0110-0100  | Przemysław Matyjaszek (POL) · 0000-1001 | kiesett           | kiesett           |                                           |                                      |                   |                   |                   | 17.      |
| Sandro López       | Nehézsúly    |                   | Carlos Zegarra (PER) · 0001-1001    | kiesett                                 | kiesett           | kiesett           |                                           |                                      |                   |                   |                   | 21.      |

Női
| Versenyző        | Versenyszám  | Selejtező                            | Nyolcaddöntő                  | Negyeddöntő                  | Elődöntő          | Vigaszág első kör | Vigaszág negyeddöntő                     | Vigaszág elődöntő                  | Bronz- mérkőzés               | Döntő             | Helyezés |
| Versenyző        | Versenyszám  | Ellenfél Eredmény                    | Ellenfél Eredmény             | Ellenfél Eredmény            | Ellenfél Eredmény | Ellenfél Eredmény | Ellenfél Eredmény                        | Ellenfél Eredmény                  | Ellenfél Eredmény             | Ellenfél Eredmény | Helyezés |
| ---------------- | ------------ | ------------------------------------ | ----------------------------- | ---------------------------- | ----------------- | ----------------- | ---------------------------------------- | ---------------------------------- | ----------------------------- | ----------------- | -------- |
| Paula Pareto     | Légsúly      |                                      | Tiffany Day (AUS) · 1000-0000 | Tani Rjóko (JPN) · 0000-0001 |                   |                   | Vu Su-ken (CHN) · 0100-0001              | Csernoviczki Éva (HUN) · 0110-0001 | Pak Okszong (PRK) · 0100-0001 |                   |          |
| Daniela Krukower | Váltósúly    | Cath Arlove (AUS) · 1000-0000        | Von Ogim (PRK) · 0010-0020    |                              |                   |                   | Elisabeth Willeboordse (NED) · 0000-0230 | kiesett                            | kiesett                       |                   | 9.       |
| Lorena Briceño   | Félnehézsúly | Stéphanie Possamai (FRA) · 0000-0001 | kiesett                       | kiesett                      | kiesett           |                   |                                          |                                    |                               |                   | 20.      |

## Evezés
Férfi
| Versenyző          | Versenyszám  | Előfutam | Előfutam | Középdöntő | Középdöntő | Elődöntő | Elődöntő         | Elődöntő         | Döntő   | Döntő   | Döntő   | Helyezés |
| Versenyző          | Versenyszám  | Idő      | Hely.    | Idő        | Hely.      | Típus    | Idő              | Hely.            | Típus   | Idő     | Hely.   | Helyezés |
| ------------------ | ------------ | -------- | -------- | ---------- | ---------- | -------- | ---------------- | ---------------- | ------- | ------- | ------- | -------- |
| Santiago Fernández | Egypárevezős | 7:38,87  | 4.       | 7:27,60    | 6.         | C/D      | nem állt rajthoz | nem állt rajthoz | kiesett | kiesett | kiesett | kiesett  |

Női
| Versenyző     | Versenyszám  | Előfutam | Előfutam | Középdöntő | Középdöntő | Elődöntő | Elődöntő | Elődöntő | Döntő | Döntő   | Döntő | Helyezés |
| Versenyző     | Versenyszám  | Idő      | Hely.    | Idő        | Hely.      | Típus    | Idő      | Hely.    | Típus | Idő     | Hely. | Helyezés |
| ------------- | ------------ | -------- | -------- | ---------- | ---------- | -------- | -------- | -------- | ----- | ------- | ----- | -------- |
| Gabriela Best | Egypárevezős | 7:58,60  | 4.       | 7:46,45    | 5.         | C/D      | 8:09,61  | 3.       | C     | 7:45,21 | 4.    | 16.      |

## Gyeplabda

### Női
| #               | Név                       |         |         |         |         |         |         |         |
| Kapusok         | Kapusok                   | Kapusok | Kapusok | Kapusok | Kapusok | Kapusok | Kapusok | Kapusok |
| --------------- | ------------------------- | ------- | ------- | ------- | ------- | ------- | ------- | ------- |
| 1               | Belén Succi               |         |         |         |         |         |         |         |
| 18              | Paola Vukojicic           |         |         |         |         |         |         |         |
| Mezőnyjátékosok |                           |         |         |         |         |         |         |         |
| 3               | Magdalena Aicega (CSK)    |         |         |         |         |         |         |         |
| 4               | Rosario Luchetti          |         |         |         |         |         |         |         |
| 7               | Alejandra Gulla           |         |         |         |         |         |         |         |
| 8               | Luciana Aymar             |         |         |         |         |         |         |         |
| 10              | Agustina García           |         |         |         |         |         |         |         |
| 11              | Carla Rebecchi            |         |         |         |         |         |         |         |
| 12              | Mariana González Oliva    |         |         |         |         |         |         |         |
| 14              | Mercedes Margalot         |         |         |         |         |         |         |         |
| 15              | María de la Paz Hernández |         |         |         |         |         |         |         |
| 16              | Mariana Rossi             |         |         |         |         |         |         |         |
| 19              | Mariné Russo              |         |         |         |         |         |         |         |
| 24              | Claudia Burkart           |         |         |         |         |         |         |         |
| 26              | Gisele Kañevsky           |         |         |         |         |         |         |         |
| 27              | Noel Barrionuevo          |         |         |         |         |         |         |         |
| Tartalékok      |                           |         |         |         |         |         |         |         |
| 9               | Silvina D'Elia            |         |         |         |         |         |         |         |
| 25              | Agustina Bouza            |         |         |         |         |         |         |         |
| Vezetőedző      |                           |         |         |         |         |         |         |         |
|                 | Gabriel Minadeo           |         |         |         |         |         |         |         |

#### Eredmények
Csoportkör
B csoport
| Csapat                 | M | Gy | D | V | G+ | G– | Gk | P  |
| ---------------------- | - | -- | - | - | -- | -- | -- | -- |
| Németország (GER)      | 5 | 4  | 0 | 1 | 12 | 8  | +4 | 12 |
| Argentína (ARG)        | 5 | 3  | 2 | 0 | 13 | 7  | +6 | 11 |
| Nagy-Britannia (GBR)   | 5 | 2  | 2 | 1 | 7  | 9  | –2 | 8  |
| Egyesült Államok (USA) | 5 | 1  | 3 | 1 | 9  | 8  | +1 | 6  |
| Japán (JPN)            | 5 | 1  | 1 | 3 | 5  | 7  | –2 | 4  |
| Új-Zéland (NZL)        | 5 | 0  | 0 | 5 | 6  | 13 | –7 | 0  |

| 2008. augusztus 10. 18:30 | Argentína (ARG)  | 2–2               | Egyesült Államok (USA)              | Játékvezetők: Julie Ashton-Lucy (AUS), Carol Metchette (IRL) |
| 2008. augusztus 10. 18:30 | Rebecchi 5', 11' | (2–1) Jegyzőkönyv | Smith 18' · Loy 64'                 | Játékvezetők: Julie Ashton-Lucy (AUS), Carol Metchette (IRL) |
| 2008. augusztus 10. 18:30 | Aymar 30' 49'    | Büntetések        | Lingo 5' Barber 21' 59' Bashore 44' | Játékvezetők: Julie Ashton-Lucy (AUS), Carol Metchette (IRL) |

| 2008. augusztus 12. 08:30 | Argentína (ARG)                              | 2–2               | Nagy-Britannia (GBR)     | Játékvezetők: Marelize de Klerk (RSA), Stella Bartlema (NED) |
| 2008. augusztus 12. 08:30 | García 10' · Gulla 27'                       | (2–0) Jegyzőkönyv | Thomas 49' · Clewlow 51' | Játékvezetők: Marelize de Klerk (RSA), Stella Bartlema (NED) |
| 2008. augusztus 12. 08:30 | Luchetti 31' Gonzalez Oliva 44' Margalot 51' | Büntetések        | Cullen 31'               | Játékvezetők: Marelize de Klerk (RSA), Stella Bartlema (NED) |

| 2008. augusztus 14. 18:30 | Japán (JPN) | 1–2               | Argentína (ARG)                  | Játékvezetők: Miao Lin (CHN), Gina Spitaleri (ITA) |
| 2008. augusztus 14. 18:30 | Miura 64'   | (0–0) Jegyzőkönyv | Gulla 38' · Burkart 51'          | Játékvezetők: Miao Lin (CHN), Gina Spitaleri (ITA) |
| 2008. augusztus 14. 18:30 |             | Büntetések        | Aymar 12' Luchetti 57' Gulla 68' | Játékvezetők: Miao Lin (CHN), Gina Spitaleri (ITA) |

| 2008. augusztus 16. 18:00 | Németország (GER) | 0–4               | Argentína (ARG)                          | Játékvezetők: Lisa Roach (AUS), Szoma Csieko (JPN) |
| 2008. augusztus 16. 18:00 |                   | (0–0) Jegyzőkönyv | Burkart 38' · Gulla 49', 66' · Aymar 68' | Játékvezetők: Lisa Roach (AUS), Szoma Csieko (JPN) |
| 2008. augusztus 16. 18:00 |                   | Büntetések        | Hernández 15'                            | Játékvezetők: Lisa Roach (AUS), Szoma Csieko (JPN) |

| 2008. augusztus 18. 20:30 | Argentína (ARG)                           | 3–2               | Új-Zéland (NZL)          | Játékvezetők: Gina Spitaleri (ITA), Marelize de Klerk (RSA) |
| 2008. augusztus 18. 20:30 | Rebecchi 15' · García 43' · Hernández 46' | (1–1) Jegyzőkönyv | Roberts 33' · Igasan 61' | Játékvezetők: Gina Spitaleri (ITA), Marelize de Klerk (RSA) |

Elődöntő
| 2008. augusztus 20. 20:30 | Hollandia (NED)                               | 5–2               | Argentína (ARG)       | Játékvezetők: Marelize de Klerk (RSA), Sarah Garnett (NZL) |
| 2008. augusztus 20. 20:30 | Paumen 9', 25', 47' · Agliotti 31' · Hoog 68' | (3–0) Jegyzőkönyv | Russo 59' · Gulla 69' | Játékvezetők: Marelize de Klerk (RSA), Sarah Garnett (NZL) |
| 2008. augusztus 20. 20:30 |                                               | Büntetések        | Gulla 32' 62'         | Játékvezetők: Marelize de Klerk (RSA), Sarah Garnett (NZL) |

Bronzmérkőzés
| 2008. augusztus 22. 18:00 | Németország (GER) | 1–3               | Argentína (ARG)                               | Játékvezetők: Julie Ashton-Lucy (AUS), Marelize de Klerk (RSA) |
| 2008. augusztus 22. 18:00 | Kühn 45'          | (0–2) Jegyzőkönyv | Luchetti 11' · Rebecchi 22' · Barrionuevo 63' | Játékvezetők: Julie Ashton-Lucy (AUS), Marelize de Klerk (RSA) |
| 2008. augusztus 22. 18:00 | Kühn 19'          | Büntetések        | Aicega 58'                                    | Játékvezetők: Julie Ashton-Lucy (AUS), Marelize de Klerk (RSA) |

| Csapat          | Helyezés |
| --------------- | -------- |
| Argentína (ARG) |          |

## Kajak-kenu

### Síkvízi
Férfi
| Versenyző     | Versenyszám        | Előfutam | Előfutam | Előfutam | Elődöntő | Elődöntő | Elődöntő | Döntő   | Döntő    |
| Versenyző     | Versenyszám        | Idő      | Hely.    | Össz.    | Idő      | Hely.    | Össz.    | Idő     | Helyezés |
| ------------- | ------------------ | -------- | -------- | -------- | -------- | -------- | -------- | ------- | -------- |
| Miguel Correa | Kajak egyes 500 m  | 1:39,781 | 5.       | 17.      | 1:46,422 | 7.       | 18.      | kiesett | kiesett  |
| Miguel Correa | Kajak egyes 1000 m | 3:45,695 | 6.       | 20.      | 3:51,715 | 9.       | 17.      | kiesett | kiesett  |

Női
| Versenyző           | Versenyszám       | Előfutam | Előfutam | Előfutam | Elődöntő | Elődöntő | Elődöntő | Döntő   | Döntő    |
| Versenyző           | Versenyszám       | Idő      | Hely.    | Össz.    | Idő      | Hely.    | Össz.    | Idő     | Helyezés |
| ------------------- | ----------------- | -------- | -------- | -------- | -------- | -------- | -------- | ------- | -------- |
| Estefanía Fontanini | Kajak egyes 500 m | 2:00,291 | 8.       | 24.      | kiesett  | kiesett  | kiesett  | kiesett | kiesett  |

## Kerékpározás

### BMX
| Versenyző         | Versenyszám | Selejtező | Selejtező | Negyeddöntő | Negyeddöntő | Elődöntő | Elődöntő | Döntő   | Döntő    |
| Versenyző         | Versenyszám | Idő       | Helyezés  | Pont        | Helyezés    | Pont     | Helyezés | Idő     | Helyezés |
| ----------------- | ----------- | --------- | --------- | ----------- | ----------- | -------- | -------- | ------- | -------- |
| Cristian Becerine | Férfi       | 37,253    | 27.       | 11          | 2.          | 15       | 5.       | kiesett | kiesett  |
| Ramiro Marino     | Férfi       | 36,768    | 21.       | 20          | 8.          | kiesett  | kiesett  | kiesett | kiesett  |
| María Belén Dutto | Női         | 40,193    | 14.       |             |             | 20       | 7.       | kiesett | kiesett  |
| Gabriela Díaz     | Női         | 37,590    | 5.        |             |             | 13       | 3.       | 39,747  | 5.       |

### Hegyi-kerékpározás
| Versenyző   | Versenyszám        | Idő              | Helyezés |
| ----------- | ------------------ | ---------------- | -------- |
| Dario Gasco | Férfi terepverseny | 2:07:04 (+11:05) | 27.      |

### Országúti kerékpározás
Férfi
| Versenyző         | Versenyszám   | Idő                        | Helyezés                   |
| ----------------- | ------------- | -------------------------- | -------------------------- |
| Alejandro Borrajo | Mezőnyverseny | nem ért célba (lekörözték) | nem ért célba (lekörözték) |
| Juan José Haedo   | Mezőnyverseny | nem ért célba              | nem ért célba              |
| Matías Médici     | Mezőnyverseny | nem ért célba              | nem ért célba              |
| Matías Médici     | Időfutam      | 1:07:53,09 (+5:41,66)      | 29.                        |

### Pálya-kerékpározás
Pontversenyek
| Versenyző                  | Versenyszám       | Pont | Helyezés |
| -------------------------- | ----------------- | ---- | -------- |
| Juan Curuchet              | Férfi pontverseny | 1    | 18.      |
| Juan Curuchet Walter Pérez | Férfi madison     | 8    |          |

## Kosárlabda

### Férfi

#### Eredmények
Csoportkör
A csoport
| Csapat             | M | Gy | V | P+  | P–  | Pk   |
| ------------------ | - | -- | - | --- | --- | ---- |
| Litvánia (LTU)     | 5 | 4  | 1 | 425 | 400 | +25  |
| Argentína (ARG)    | 5 | 4  | 1 | 425 | 361 | +64  |
| Horvátország (CRO) | 5 | 3  | 2 | 399 | 380 | +19  |
| Ausztrália (AUS)   | 5 | 3  | 2 | 457 | 405 | +52  |
| Oroszország (RUS)  | 5 | 1  | 4 | 387 | 406 | –19  |
| Irán (IRI)         | 5 | 0  | 5 | 323 | 464 | –141 |

| 2008. augusztus 10. 16:45 | Litvánia (LTU)                           | 79–75     | Argentína (ARG)    | Vukoszung Sportcsarnok, Peking Nézőszám: 11 083 Játékvezetők: Nikolaos Zavlanos (GRE) |
| 2008. augusztus 10. 16:45 | (14–11, 20–19, 17–15, 28–30) Jegyzőkönyv |           |                    | Vukoszung Sportcsarnok, Peking Nézőszám: 11 083 Játékvezetők: Nikolaos Zavlanos (GRE) |
| 2008. augusztus 10. 16:45 | Kleiza 13                                | Pont      | Ginóbili 19        | Vukoszung Sportcsarnok, Peking Nézőszám: 11 083 Játékvezetők: Nikolaos Zavlanos (GRE) |
| 2008. augusztus 10. 16:45 | K. Lavrinovič 7                          | Lepattanó | Oberto 11          | Vukoszung Sportcsarnok, Peking Nézőszám: 11 083 Játékvezetők: Nikolaos Zavlanos (GRE) |
| 2008. augusztus 10. 16:45 | Jasikevičius 8                           | Gólpassz  | Oberto, Prigioni 3 | Vukoszung Sportcsarnok, Peking Nézőszám: 11 083 Játékvezetők: Nikolaos Zavlanos (GRE) |

| 2008. augusztus 12. 22:15 | Argentína (ARG)                          | 85–68     | Ausztrália (AUS) | Vukoszung Sportcsarnok, Peking Nézőszám: 11 083 Játékvezetők: Nikolaos Pitsilkas (GRE) |
| 2008. augusztus 12. 22:15 | (23–11, 16–18, 24–17, 22–22) Jegyzőkönyv |           |                  | Vukoszung Sportcsarnok, Peking Nézőszám: 11 083 Játékvezetők: Nikolaos Pitsilkas (GRE) |
| 2008. augusztus 12. 22:15 | Ginóbili 21                              | Pont      | Mills 22         | Vukoszung Sportcsarnok, Peking Nézőszám: 11 083 Játékvezetők: Nikolaos Pitsilkas (GRE) |
| 2008. augusztus 12. 22:15 | Nocioni 8                                | Lepattanó | Andersen 6       | Vukoszung Sportcsarnok, Peking Nézőszám: 11 083 Játékvezetők: Nikolaos Pitsilkas (GRE) |
| 2008. augusztus 12. 22:15 | Ginóbili 7                               | Gólpassz  | Bogut, Bruton 2  | Vukoszung Sportcsarnok, Peking Nézőszám: 11 083 Játékvezetők: Nikolaos Pitsilkas (GRE) |

| 2008. augusztus 14. 22:15 | Argentína (ARG)                         | 77–53     | Horvátország (CRO) | Vukoszung Sportcsarnok, Peking Nézőszám: 11 083 Játékvezetők: Juan Carlos Arteaga (ESP) |
| 2008. augusztus 14. 22:15 | (21–13, 19–9, 19–16, 18–15) Jegyzőkönyv |           |                    | Vukoszung Sportcsarnok, Peking Nézőszám: 11 083 Játékvezetők: Juan Carlos Arteaga (ESP) |
| 2008. augusztus 14. 22:15 | Nocioni 18                              | Pont      | Tomas, Banić 9     | Vukoszung Sportcsarnok, Peking Nézőszám: 11 083 Játékvezetők: Juan Carlos Arteaga (ESP) |
| 2008. augusztus 14. 22:15 | Nocioni 8                               | Lepattanó | Banić 6            | Vukoszung Sportcsarnok, Peking Nézőszám: 11 083 Játékvezetők: Juan Carlos Arteaga (ESP) |
| 2008. augusztus 14. 22:15 | Ginóbili 8                              | Gólpassz  | Ukić 2             | Vukoszung Sportcsarnok, Peking Nézőszám: 11 083 Játékvezetők: Juan Carlos Arteaga (ESP) |

| 2008. augusztus 16. 16:45 | Irán (IRI)                               | 82–97     | Argentína (ARG) | Vukoszung Sportcsarnok, Peking Nézőszám: 11 083 Játékvezetők: Nikolaos Pitsilkas (GRE) |
| 2008. augusztus 16. 16:45 | (14–19, 19–23, 24–30, 25–25) Jegyzőkönyv |           |                 | Vukoszung Sportcsarnok, Peking Nézőszám: 11 083 Játékvezetők: Nikolaos Pitsilkas (GRE) |
| 2008. augusztus 16. 16:45 | Haddádi 21                               | Pont      | Ginóbili 32     | Vukoszung Sportcsarnok, Peking Nézőszám: 11 083 Játékvezetők: Nikolaos Pitsilkas (GRE) |
| 2008. augusztus 16. 16:45 | Haddádi 16                               | Lepattanó | Scola 7         | Vukoszung Sportcsarnok, Peking Nézőszám: 11 083 Játékvezetők: Nikolaos Pitsilkas (GRE) |
| 2008. augusztus 16. 16:45 | Kámráni 4                                | Gólpassz  | Prigioni 6      | Vukoszung Sportcsarnok, Peking Nézőszám: 11 083 Játékvezetők: Nikolaos Pitsilkas (GRE) |

| 2008. augusztus 18. 22:15 | Argentína (ARG)                          | 91–79     | Oroszország (RUS) | Vukoszung Sportcsarnok, Peking Nézőszám: 11 083 Játékvezetők: Nikolaos Zavlanos (GRE) |
| 2008. augusztus 18. 22:15 | (27–16, 18–23, 27–25, 19–15) Jegyzőkönyv |           |                   | Vukoszung Sportcsarnok, Peking Nézőszám: 11 083 Játékvezetők: Nikolaos Zavlanos (GRE) |
| 2008. augusztus 18. 22:15 | Scola 37                                 | Pont      | Kirilenko 23      | Vukoszung Sportcsarnok, Peking Nézőszám: 11 083 Játékvezetők: Nikolaos Zavlanos (GRE) |
| 2008. augusztus 18. 22:15 | Nocioni 9                                | Lepattanó | Kirilenko 9       | Vukoszung Sportcsarnok, Peking Nézőszám: 11 083 Játékvezetők: Nikolaos Zavlanos (GRE) |
| 2008. augusztus 18. 22:15 | Prigioni 10                              | Gólpassz  | Holden 5          | Vukoszung Sportcsarnok, Peking Nézőszám: 11 083 Játékvezetők: Nikolaos Zavlanos (GRE) |

Negyeddöntő
| 2008. augusztus 20. 22:15 | Argentína (ARG)                          | 80–78     | Görögország (GRE) | Vukoszung Sportcsarnok, Peking Nézőszám: 11 083 Játékvezetők: Romualdas Brazauskas (LTU) |
| 2008. augusztus 20. 22:15 | (22–23, 17–17, 17–15, 24–23) Jegyzőkönyv |           |                   | Vukoszung Sportcsarnok, Peking Nézőszám: 11 083 Játékvezetők: Romualdas Brazauskas (LTU) |
| 2008. augusztus 20. 22:15 | Ginóbili 24                              | Pont      | Focísz 17         | Vukoszung Sportcsarnok, Peking Nézőszám: 11 083 Játékvezetők: Romualdas Brazauskas (LTU) |
| 2008. augusztus 20. 22:15 | Scola 8                                  | Lepattanó | Focísz 10         | Vukoszung Sportcsarnok, Peking Nézőszám: 11 083 Játékvezetők: Romualdas Brazauskas (LTU) |
| 2008. augusztus 20. 22:15 | Prigioni 3                               | Gólpassz  | Papalukász 4      | Vukoszung Sportcsarnok, Peking Nézőszám: 11 083 Játékvezetők: Romualdas Brazauskas (LTU) |

Elődöntő
| 2008. augusztus 22. 22:00 | Argentína (ARG)                          | 81–101    | Egyesült Államok (USA) | Vukoszung Sportcsarnok, Peking Nézőszám: 11 083 Játékvezetők: Luigi Lamonica (ITA) |
| 2008. augusztus 22. 22:00 | (11–30, 29–19, 24–29, 17–23) Jegyzőkönyv |           |                        | Vukoszung Sportcsarnok, Peking Nézőszám: 11 083 Játékvezetők: Luigi Lamonica (ITA) |
| 2008. augusztus 22. 22:00 | Scola 28                                 | Pont      | Anthony 21             | Vukoszung Sportcsarnok, Peking Nézőszám: 11 083 Játékvezetők: Luigi Lamonica (ITA) |
| 2008. augusztus 22. 22:00 | Scola 11                                 | Lepattanó | Bosh 10                | Vukoszung Sportcsarnok, Peking Nézőszám: 11 083 Játékvezetők: Luigi Lamonica (ITA) |
| 2008. augusztus 22. 22:00 | Prigioni 3                               | Gólpassz  | Kidd 7                 | Vukoszung Sportcsarnok, Peking Nézőszám: 11 083 Játékvezetők: Luigi Lamonica (ITA) |

Bronzmérkőzés
| 2008. augusztus 24. 12:00 | Litvánia (LTU)                           | 75–87     | Argentína (ARG) | Vukoszung Sportcsarnok, Peking Nézőszám: 11 083 Játékvezetők: Eddie Rush (USA) |
| 2008. augusztus 24. 12:00 | (21–24, 13–22, 15–22, 26–19) Jegyzőkönyv |           |                 | Vukoszung Sportcsarnok, Peking Nézőszám: 11 083 Játékvezetők: Eddie Rush (USA) |
| 2008. augusztus 24. 12:00 | Šiškauskas 15                            | Pont      | Delfino 20      | Vukoszung Sportcsarnok, Peking Nézőszám: 11 083 Játékvezetők: Eddie Rush (USA) |
| 2008. augusztus 24. 12:00 | Šiškauskas, K. Lavrinovič 6              | Lepattanó | Delfino 10      | Vukoszung Sportcsarnok, Peking Nézőszám: 11 083 Játékvezetők: Eddie Rush (USA) |
| 2008. augusztus 24. 12:00 | Jasikevičius 3                           | Gólpassz  | Prigioni 7      | Vukoszung Sportcsarnok, Peking Nézőszám: 11 083 Játékvezetők: Eddie Rush (USA) |

| Csapat          | Helyezés |
| --------------- | -------- |
| Argentína (ARG) |          |

## Labdarúgás

### Férfi
| #             | Név                       | Klub            | Születési idő                 | Mérkőzésszám | Gól     | Sárga lap | sárga lap · 2. sárga lap · kiállítva | kiállítva |
| Kapusok       | Kapusok                   | Kapusok         | Kapusok                       | Kapusok      | Kapusok | Kapusok   | Kapusok                              | Kapusok   |
| ------------- | ------------------------- | --------------- | ----------------------------- | ------------ | ------- | --------- | ------------------------------------ | --------- |
| 1             | Óscar Ustari              | Getafe          | 1986. július 3. (22 évesen)   | 3            | 0       | 0         | 0                                    | 0         |
| 18            | Sergio Romero             | AZ              | 1987. február 22. (21 évesen) | 3(1)         | 0       | 0         | 0                                    | 0         |
| 22            | Nicolás Navarro           | SSC Napoli      | 1985. március 25. (23 évesen) | 0            | 0       | 0         | 0                                    | 0         |
| Védők         |                           |                 |                               |              |         |           |                                      |           |
| 2             | Ezequiel Garay            | Real Madrid     | 1986. október 10. (21 évesen) | 5            | 0       | 0         | 0                                    | 0         |
| 3             | Luciano Fabián Monzón     | Boca Juniors    | 1987. április 13. (21 évesen) | 5(1)         | 0       | 1         | 0                                    | 0         |
| 4             | Pablo Zabaleta            | Espanyol        | 1985. január 16. (23 évesen)  | 6            | 0       | 1         | 0                                    | 0         |
| 6             | Federico Fazio            | Sevilla         | 1987. március 17. (21 évesen) | 2            | 0       | 0         | 0                                    | 0         |
| 12            | Nicolás Pareja            | RSC Anderlecht  | 1984. január 18. (24 évesen)  | 5            | 0       | 3         | 0                                    | 0         |
| Középpályások |                           |                 |                               |              |         |           |                                      |           |
| 5             | Fernando Gago             | Real Madrid     | 1986. április 10. (22 évesen) | 6            | 0       | 0         | 0                                    | 0         |
| 7             | José Ernesto Sosa         | Bayern München  | 1985. június 19. (23 évesen)  | 1(4)         | 0       | 0         | 0                                    | 0         |
| 8             | Éver Banega               | Valencia        | 1988. június 29. (20 évesen)  | 1(1)         | 0       | 1         | 0                                    | 0         |
| 10            | Juan Román Riquelme (CSK) | Boca Juniors    | 1978. június 24. (30 évesen)  | 5            | 1       | 3         | 0                                    | 0         |
| 11            | Ángel Di María            | Benfica         | 1988. február 14. (20 évesen) | 4(2)         | 2       | 2         | 0                                    | 0         |
| 14            | Javier Mascherano         | Liverpool       | 1984. június 8. (24 évesen)   | 6            | 0       | 0         | 0                                    | 0         |
| Csatárok      |                           |                 |                               |              |         |           |                                      |           |
| 9             | Ezequiel Lavezzi          | SSC Napoli      | 1985. május 3. (23 évesen)    | 3(1)         | 2       | 1         | 0                                    | 0         |
| 13            | Lautaro Acosta            | Sevilla         | 1988. március 14. (20 évesen) | (3)          | 1       | 0         | 0                                    | 0         |
| 15            | Lionel Messi              | FC Barcelona    | 1987. június 24. (21 évesen)  | 5            | 2       | 1         | 0                                    | 0         |
| 16            | Sergio Agüero             | Atlético Madrid | 1988. június 2. (20 évesen)   | 5            | 2       | 1         | 0                                    | 0         |
| 17            | Diego Buonanotte          | River Plate     | 1988. április 19. (20 évesen) | 1            | 1       | 0         | 0                                    | 0         |
| Edző          |                           |                 |                               |              |         |           |                                      |           |
|               | Sergio Batista            |                 | 1962. november 9. (45 évesen) |              |         |           |                                      |           |

- Kor: 2008. augusztus 7-i kora

#### Eredmények
A csoport
| Nemzet                 | M | Gy | D | V | G+ | G- | Gk | P |
| ---------------------- | - | -- | - | - | -- | -- | -- | - |
| Argentína (ARG)        | 3 | 3  | 0 | 0 | 5  | 1  | +4 | 9 |
| Elefántcsontpart (CIV) | 3 | 2  | 0 | 1 | 6  | 4  | +2 | 6 |
| Ausztrália (AUS)       | 3 | 0  | 1 | 2 | 1  | 3  | –2 | 1 |
| Szerbia (SRB)          | 3 | 0  | 1 | 2 | 3  | 7  | –4 | 1 |

| 2008. augusztus 7. 19:45 |

| Elefántcsontpart (CIV) | 1–2               | Argentína (ARG)      |
| ---------------------- | ----------------- | -------------------- |
| Cissé 53'              | (0–1) Jegyzőkönyv | Messi 43' Acosta 86' |

| Sanghaj Stadion, Sanghaj Nézőszám: 43 266 Játékvezető: Wolfgang Stark (német) |

| 2008. augusztus 10. 17:00 |

| Argentína (ARG) | 1–0               | Ausztrália (AUS) |
| --------------- | ----------------- | ---------------- |
| Lavezzi 76'     | (0–0) Jegyzőkönyv |                  |

| Sanghaj Stadion, Sanghaj Nézőszám: 38 182 Játékvezető: Kassai Viktor (magyar) |

| 2008. augusztus 13. 19:45 |

| Argentína (ARG)                       | 2–0               | Szerbia (SRB)                         |
| ------------------------------------- | ----------------- | ------------------------------------- |
| Lavezzi 13' (11-esből) Buonanotte 84' | (1–0) Jegyzőkönyv | Tošić 84′, 91′ Rajković mérkőzés után |

| Munkás Stadion, Peking Nézőszám: 53 668 Játékvezető: Abdulláh al-Hiláli (ománi) |

Negyeddöntő
| 2008. augusztus 16. 21:00 |

| Argentína (ARG)         | 2–1 (h. u.)                 | Hollandia (NED) |
| ----------------------- | --------------------------- | --------------- |
| Messi 14' Di María 105' | (1–1, 1–1, 2–1) Jegyzőkönyv | Bakkal 36'      |

| Sanghaj Stadion, Sanghaj Nézőszám: 51 366 Játékvezető: Jair Marrufo (amerikai) |

Elődöntő
| 2008. augusztus 19. 21:00 |

| Brazília (BRA)             | 0–3               | Argentína (ARG)                        |
| -------------------------- | ----------------- | -------------------------------------- |
| Lucas 81′ Thiago Neves 84′ | (0–0) Jegyzőkönyv | Agüero 52' 58' Riquelme 76' (11-esből) |

| Munkás Stadion, Peking Nézőszám: 52 968 Játékvezető: Martín Vázquez (uruguayi) |

Döntő
| 2008. augusztus 23. 12:00 |

| Nigéria (NGR) | 0–1               | Argentína (ARG) |
| ------------- | ----------------- | --------------- |
|               | (0–0) Jegyzőkönyv | Di María 58'    |

| Pekingi Nemzeti Stadion, Peking Nézőszám: 89 102 Játékvezető: Kassai Viktor (magyar) |

| Csapat          | Helyezés |
| --------------- | -------- |
| Argentína (ARG) |          |

### Női
| #             | Név                      | Klub                    | Születési idő                    | Mérkőzésszám | Gól     | Sárga lap | sárga lap · 2. sárga lap · kiállítva | kiállítva |
| Kapusok       | Kapusok                  | Kapusok                 | Kapusok                          | Kapusok      | Kapusok | Kapusok   | Kapusok                              | Kapusok   |
| ------------- | ------------------------ | ----------------------- | -------------------------------- | ------------ | ------- | --------- | ------------------------------------ | --------- |
| 1             | Guadalupe Calello        | River Plate             | 1990. április 13. (18 évesen)    | 0            | 0       | 0         | 0                                    | 0         |
| 18            | Vanina Noemí Correa      | Boca Juniors            | 1983. augusztus 14. (24 évesen)  | 3            | 0       | 0         | 0                                    | 0         |
| Védők         |                          |                         |                                  |              |         |           |                                      |           |
| 2             | Eva Nadia Gonzalez       | Boca Juniors            | 1987. szeptember 2. (20 évesen)  | 3            | 0       | 1         | 0                                    | 0         |
| 3             | Yesica Arrien            | Estudiantes de La Plata | 1980. július 1. (28 évesen)      | (2)          | 0       | 0         | 0                                    | 0         |
| 5             | Marisa Gerez             | Boca Juniors            | 1976. november 3. (31 évesen)    | 3            | 0       | 0         | 0                                    | 0         |
| 6             | Gabriela Patricia Chávez | Independiente           | 1989. április 9. (19 évesen)     | 3            | 0       | 0         | 0                                    | 0         |
| 12            | Daiana Cardone           | Independiente           | 1989. január 1. (19 évesen)      | 0            | 0       | 0         | 0                                    | 0         |
| Középpályások |                          |                         |                                  |              |         |           |                                      |           |
| 4             | Florencia Mandrile       | San Lorenzo             | 1988. február 10. (20 évesen)    | 3            | 0       | 0         | 0                                    | 0         |
| 10            | Mariela Coronel          | Real Zaragoza           | 1981. június 20. (27 évesen)     | 3            | 0       | 0         | 0                                    | 0         |
| 11            | Fabiana Vallejos         | Boca Juniors            | 1985. július 30. (23 évesen)     | 3            | 0       | 0         | 0                                    | 0         |
| 13            | María Quiñones           | San Lorenzo             | 1986. augusztus 26. (21 évesen)  | 3            | 0       | 1         | 0                                    | 0         |
| 16            | Gimena Blanco            | River Plate             | 1987. december 5. (20 évesen)    | 2(1)         | 0       | 0         | 0                                    | 0         |
| Csatárok      |                          |                         |                                  |              |         |           |                                      |           |
| 7             | Ludmila Manicler         | Independiente           | 1987. július 6. (21 évesen)      | 2(1)         | 1       | 0         | 0                                    | 0         |
| 8             | Emilia Mendieta          | River Plate             | 1988. február 4. (20 évesen)     | (3)          | 0       | 0         | 0                                    | 0         |
| 9             | María Belén Potassa      | San Lorenzo             | 1988. december 12. (19 évesen)   | 1(2)         | 0       | 0         | 0                                    | 0         |
| 14            | Andrea Ojeda             | Boca Juniors            | 1985. január 17. (23 évesen)     | 1            | 0       | 0         | 0                                    | 0         |
| 15            | Mercedes Pereyra         | River Plate             | 1987. május 7. (21 évesen)       | 3            | 0       | 0         | 0                                    | 0         |
| 17            | Analía Almeida           | San Lorenzo             | 1985. augusztus 19. (22 évesen)  | 0            | 0       | 0         | 0                                    | 0         |
| Edző          |                          |                         |                                  |              |         |           |                                      |           |
|               | José Carlos Borello      |                         | 1955. szeptember 12. (52 évesen) |              |         |           |                                      |           |

- Kor: 2008. augusztus 6-i kora

#### Eredmények
E csoport
| Nemzet           | M | Gy | D | V | G+ | G- | Gk | P |
| ---------------- | - | -- | - | - | -- | -- | -- | - |
| Kína (CHN)       | 3 | 2  | 1 | 0 | 5  | 2  | +3 | 7 |
| Svédország (SWE) | 3 | 2  | 0 | 1 | 4  | 3  | +1 | 6 |
| Kanada (CAN)     | 3 | 1  | 1 | 1 | 4  | 4  | 0  | 4 |
| Argentína (ARG)  | 3 | 0  | 0 | 3 | 1  | 5  | –4 | 0 |

| 2008. augusztus 6. 17:00 |

| Argentína (ARG) | 1–2               | Kanada (CAN)         |
| --------------- | ----------------- | -------------------- |
| Manicler 85'    | (0–1) Jegyzőkönyv | Chapman 27' Lang 72' |

| Tiencsini Olimpiai Stadion, Tiencsin Nézőszám: 23 201 Játékvezető: Christine Beck (német) |

| 2008. augusztus 9. 17:00 |

| Svédország (SWE) | 1–0               | Argentína (ARG) |
| ---------------- | ----------------- | --------------- |
| Fischer 58'      | (0–0) Jegyzőkönyv |                 |

| Tiencsini Olimpiai Stadion, Tiencsin Nézőszám: 38 293 Játékvezető: Dianne Ferreira-James (guyanai) |

| 2008. augusztus 12. 19:45 |

| Kína (CHN)                        | 2–0               | Argentína (ARG) |
| --------------------------------- | ----------------- | --------------- |
| Quinones 52' (öngól) Ku Ja-sa 90' | (0–0) Jegyzőkönyv |                 |

| Csinhuangtaói Olimpiai Stadion, Csinhuangtao Nézőszám: 31 492 Játékvezető: Nicole Petignat (svájci) |

| Csapat          | Helyezés |
| --------------- | -------- |
| Argentína (ARG) | 11.      |

## Lovaglás
Díjugratás
| Versenyző    | Ló          | Versenyszám | Selejtező | Selejtező | Selejtező | Selejtező | Selejtező | Selejtező | Selejtező | Selejtező | Döntő   | Döntő   | Döntő   | Döntő   | Végeredmény | Végeredmény |
| Versenyző    | Ló          | Versenyszám | 1. kör    | 1. kör    | 2. kör    | 2. kör    | 2. kör    | 3. kör    | 3. kör    | 3. kör    | 1. kör  | 1. kör  | 2. kör  | 2. kör  | Végeredmény | Végeredmény |
| Versenyző    | Ló          | Versenyszám | Bünt.     | Hely.     | Bünt.     | Össz.     | Hely.     | Bünt.     | Össz.     | Hely.     | Bünt.   | Hely.   | Bünt.   | Hely.   | Bünt.       | Helyezés    |
| ------------ | ----------- | ----------- | --------- | --------- | --------- | --------- | --------- | --------- | --------- | --------- | ------- | ------- | ------- | ------- | ----------- | ----------- |
| José Larocca | Royal Power | Egyéni      | 14        | 61.       | 16        | 30        | 54.       | kiesett   | kiesett   | kiesett   | kiesett | kiesett | kiesett | kiesett | kiesett     | kiesett     |

## Ökölvívás
| Versenyző        | Versenyszám | Selejtező                  | Nyolcaddöntő      | Negyeddöntő       | Elődöntő          | Döntő             | Helyezés |
| Versenyző        | Versenyszám | Ellenfél Eredmény          | Ellenfél Eredmény | Ellenfél Eredmény | Ellenfél Eredmény | Ellenfél Eredmény | Helyezés |
| ---------------- | ----------- | -------------------------- | ----------------- | ----------------- | ----------------- | ----------------- | -------- |
| Ezequiel Maderna | Középsúly   | Shawn Estrada (USA) · 2-10 | kiesett           | kiesett           | kiesett           | kiesett           | 17.      |

## Röplabda

### Strandröplabda

#### Férfi
| Versenyző                      | Csoportkör | Csoportkör | 16 közé jutásért  | Nyolcaddöntő      | Negyeddöntő       | Elődöntő          | Döntő             | Helyezés |
| Versenyző                      | Ellenfél Eredmény | Hely.      | Ellenfél Eredmény | Ellenfél Eredmény | Ellenfél Eredmény | Ellenfél Eredmény | Ellenfél Eredmény | Helyezés |
| ------------------------------ | --- | ---------- | ----------------- | ----------------- | ----------------- | ----------------- | ----------------- | -------- |
| Martín Conde Mariano Baracetti | B csoport · Svájc (SUI) · Sascha Heyer · Patrick Heuscher · 13-21, 17-21 · Lettország (LAT) · Aleksandrs Samoilovs · Mārtiņš Pļaviņš · 23-21, 21-19 · Egyesült Államok (USA) · Todd Rogers · Phil Dalhausser · 12-21, 13-21 | 4.         | kiesett           | kiesett           | kiesett           | kiesett           | kiesett           | 19.      |

## Sportlövészet
Férfi
| Versenyző          | Versenyszám | Selejtező | Selejtező | Döntő   | Döntő    |
| Versenyző          | Versenyszám | Pont      | Helyezés  | Pont    | Helyezés |
| ------------------ | ----------- | --------- | --------- | ------- | -------- |
| Juan Carlos Dasque | Trap        | 115       | 19.       | kiesett | kiesett  |

## Súlyemelés
Férfi
| Versenyző       | Versenyszám | Szakítás | Szakítás | Lökés    | Lökés    | Összesen | Helyezés |
| Versenyző       | Versenyszám | Eredmény | Helyezés | Eredmény | Helyezés | Összesen | Helyezés |
| --------------- | ----------- | -------- | -------- | -------- | -------- | -------- | -------- |
| Carlos Espeleta | 77 kg       | 140,0    | 21.**    | 170,0    | 18.*     | 310,0    | 19.      |

* - egy másik versenyzővel azonos eredményt ért el

** - két másik versenyzővel azonos eredményt ért el

## Taekwondo
Női
| Versenyző      | Versenyszám | Nyolcaddöntő            | Negyeddöntő                 | Elődöntő          | Vigaszág elődöntő       | Bronz- mérkőzés   | Döntő             | Helyezés |
| Versenyző      | Versenyszám | Ellenfél Eredmény       | Ellenfél Eredmény           | Ellenfél Eredmény | Ellenfél Eredmény       | Ellenfél Eredmény | Ellenfél Eredmény | Helyezés |
| -------------- | ----------- | ----------------------- | --------------------------- | ----------------- | ----------------------- | ----------------- | ----------------- | -------- |
| Vanina Sánchez | Váltósúly   | Sibel Güler (TUR) · 4-0 | Karine Sergerie (CAN) · 0-3 |                   | Tina Morgan (AUS) · 2-9 | kiesett           |                   | 7.       |

## Tenisz
Férfi
| Versenyző                        | Versenyszám | 64-es főtábla                          | 32-es főtábla                                                        | Nyolcaddöntő                  | Negyeddöntő       | Elődöntő          | Bronz- mérkőzés   | Döntő             | Helyezés |
| Versenyző                        | Versenyszám | Ellenfél Eredmény                      | Ellenfél Eredmény                                                    | Ellenfél Eredmény             | Ellenfél Eredmény | Ellenfél Eredmény | Ellenfél Eredmény | Ellenfél Eredmény | Helyezés |
| -------------------------------- | ----------- | -------------------------------------- | -------------------------------------------------------------------- | ----------------------------- | ----------------- | ----------------- | ----------------- | ----------------- | -------- |
| Agustín Calleri                  | Egyes       | Devin Mullings (BAH) · 6-1, 6-1        | Lu Jen-hszun (TPE) · 4-6, 4-6                                        | kiesett                       | kiesett           | kiesett           | kiesett           | kiesett           | 17.      |
| Guillermo Cañas                  | Egyes       | Fred Niemeyer (CAN) · 3-6, 4-2 feladta | Gilles Simon (FRA) · 5-7, 1-6                                        | kiesett                       | kiesett           | kiesett           | kiesett           | kiesett           | 17.      |
| Juan Mónaco                      | Egyes       | Marin Čilić (CRO) · 4-6, 7-6, 3-6      | kiesett                                                              | kiesett                       | kiesett           | kiesett           | kiesett           | kiesett           | 33.      |
| David Nalbandian                 | Egyes       | Ceng Sao-hszüan (CHN) · 6-2, 6-1       | Nicolás Massú (CHI) · 7-6, 6-1                                       | Gaël Monfils (FRA) · 4-6, 4-6 | kiesett           | kiesett           | kiesett           | kiesett           | 9.       |
| Agustín Calleri Juan Mónaco      | Páros       |                                        | Ausztrália (AUS) · Chris Guccione · Lleyton Hewitt · 6-4, 6-7, 16-18 | kiesett                       | kiesett           | kiesett           | kiesett           | kiesett           | 17.      |
| Guillermo Cañas David Nalbandian | Páros       |                                        | Belgium (BEL) · Steve Darcis · Olivier Rochus · 7-6, 6-7, 3-6        | kiesett                       | kiesett           | kiesett           | kiesett           | kiesett           | 17.      |

Női
| Versenyző                  | Versenyszám | 64-es főtábla                    | 32-es főtábla                                         | Nyolcaddöntő                                                      | Negyeddöntő       | Elődöntő          | Bronz- mérkőzés   | Döntő             | Helyezés |
| Versenyző                  | Versenyszám | Ellenfél Eredmény                | Ellenfél Eredmény                                     | Ellenfél Eredmény                                                 | Ellenfél Eredmény | Ellenfél Eredmény | Ellenfél Eredmény | Ellenfél Eredmény | Helyezés |
| -------------------------- | ----------- | -------------------------------- | ----------------------------------------------------- | ----------------------------------------------------------------- | ----------------- | ----------------- | ----------------- | ----------------- | -------- |
| Gisela Dulko               | Egyes       | Casey Dellacqua (AUS) · 3-6, 4-6 | kiesett                                               | kiesett                                                           | kiesett           | kiesett           | kiesett           | kiesett           | 33.      |
| Gisela Dulko Betina Jozami | Páros       |                                  | Izrael (ISR) · Cipórá Obzíler · Sahar Peér · 6-3, 6-2 | Oroszország (RUS) · Jelena Vesznyina · Vera Zvonarjova · 2-6, 3-6 | kiesett           | kiesett           | kiesett           | kiesett           | 9.       |

## Úszás
Férfi
| Versenyző           | Versenyszám      | Előfutam | Előfutam | Előfutam | Elődöntő | Elődöntő | Elődöntő | Döntő     | Döntő    |
| Versenyző           | Versenyszám      | Idő      | Hely.    | Össz.    | Idő      | Hely.    | Össz.    | Idő       | Helyezés |
| ------------------- | ---------------- | -------- | -------- | -------- | -------- | -------- | -------- | --------- | -------- |
| Damián Blaum        | 10 km nyílt vízi |          |          |          |          |          |          | 1:55:48,6 | 21.      |
| Sergio Ferreyra     | 100 m mell       | 1:03,65  | 6.       | 52.      | kiesett  | kiesett  | kiesett  | kiesett   | kiesett  |
| Sergio Ferreyra     | 200 m mell       | 2:20,10  | 5.       | 52.      | kiesett  | kiesett  | kiesett  | kiesett   | kiesett  |
| Andrés González     | 200 m pillangó   | 2:00,36  | 3.       | 33.      | kiesett  | kiesett  | kiesett  | kiesett   | kiesett  |
| José Martín Meolans | 50 m gyors       | 22,58    | 8.       | 35.      | kiesett  | kiesett  | kiesett  | kiesett   | kiesett  |
| José Martín Meolans | 100 m gyors      | 49,50    | 5.       | 35.      | kiesett  | kiesett  | kiesett  | kiesett   | kiesett  |
| Eduardo Otero       | 100 m hát        | 56,74    | 7.       | 40.      | kiesett  | kiesett  | kiesett  | kiesett   | kiesett  |
| Juan Martín Pereyra | 400 m gyors      | 3:59,35  | 4.       | 35.      |          |          |          | kiesett   | kiesett  |
| Juan Martín Pereyra | 1500 m gyors     | 15:49,57 | 4.       | 34.      |          |          |          | kiesett   | kiesett  |

Női
| Versenyző            | Versenyszám      | Előfutam | Előfutam | Előfutam | Elődöntő | Elődöntő | Elődöntő | Döntő     | Döntő    |
| Versenyző            | Versenyszám      | Idő      | Hely.    | Össz.    | Idő      | Hely.    | Össz.    | Idő       | Helyezés |
| -------------------- | ---------------- | -------- | -------- | -------- | -------- | -------- | -------- | --------- | -------- |
| Georgina Bardach     | 200 m vegyes     | 2:25,74  | 8.       | 37.      | kiesett  | kiesett  | kiesett  | kiesett   | kiesett  |
| Georgina Bardach     | 400 m vegyes     | 5:00,87  | 8.       | 36.      |          |          |          | kiesett   | kiesett  |
| Cecilia Biagioli     | 400 m gyors      | 4:19,85  | 7.       | 34.      |          |          |          | kiesett   | kiesett  |
| Cecilia Biagioli     | 800 m gyors      | 8:50,18  | 7.       | 31.      |          |          |          | kiesett   | kiesett  |
| Antonella Bogarín    | 10 km nyílt vízi |          |          |          |          |          |          | 2:11:35,9 | 24.      |
| Agustina De Giovanni | 200 m mell       | 2:34,94  | 7.       | 37.      | kiesett  | kiesett  | kiesett  | kiesett   | kiesett  |
| Liliana Guiscardo    | 100 m mell       | 1:11,43  | 4.       | 37.      | kiesett  | kiesett  | kiesett  | kiesett   | kiesett  |

## Vitorlázás
Férfi
| Versenyző                      | Versenyszám     | Futam | Futam | Futam | Futam | Futam | Futam | Futam | Futam | Futam | Futam | Futam | Pontszám | Helyezés |
| Versenyző                      | Versenyszám     | 1     | 2     | 3     | 4     | 5     | 6     | 7     | 8     | 9     | 10    | É     | Pontszám | Helyezés |
| ------------------------------ | --------------- | ----- | ----- | ----- | ----- | ----- | ----- | ----- | ----- | ----- | ----- | ----- | -------- | -------- |
| Mariano Reutemann              | Szörfvitorlázás | 25    | 18    | 19    | 23    | 25    | 15    | 16    | 16    | 16    | 20    | -     | 168      | 21.      |
| Julio Alsogaray                | Laser           | 1     | 12    | 10    | 28    | 14    | 1     | 2     | 31    | 16    |       | 8     | 92       | 7.       |
| Javier Conte Juan de la Fuente | 470-es osztály  | 14    | 14    | 4     | 11    | 19    | 9     | 7     | 30    | 5     | 9     | 18    | 110      | 10.      |

Női
| Versenyző                              | Versenyszám     | Futam | Futam | Futam | Futam | Futam | Futam | Futam | Futam | Futam | Futam | Futam | Pontszám | Helyezés |
| Versenyző                              | Versenyszám     | 1     | 2     | 3     | 4     | 5     | 6     | 7     | 8     | 9     | 10    | É     | Pontszám | Helyezés |
| -------------------------------------- | --------------- | ----- | ----- | ----- | ----- | ----- | ----- | ----- | ----- | ----- | ----- | ----- | -------- | -------- |
| Florencia Gutiérrez                    | Szörfvitorlázás | 27    | 19    | 27    | 20    | 23    | 26    | 23    | 28    | 24    | 27    | -     | 216      | 25.      |
| Cecilia Carranza Saroli                | Laser radial    | 15    | 8     | 9     | 20    | 8     | 15    | 6     |       | 23    |       | -     | 104      | 12.      |
| María Fernanda Sesto Consuelo Monsegur | 470-es osztály  | 16    | 18    | 17    | 12    | 10    | 16    | 14    | 4     | 10    | 14    | -     | 113      | 16.      |

Nyílt
| Versenyző                      | Versenyszám | Futam | Futam | Futam | Futam | Futam | Futam | Futam | Futam | Futam | Futam | Futam | Pontszám | Helyezés |
| Versenyző                      | Versenyszám | 1     | 2     | 3     | 4     | 5     | 6     | 7     | 8     | 9     | 10    | É     | Pontszám | Helyezés |
| ------------------------------ | ----------- | ----- | ----- | ----- | ----- | ----- | ----- | ----- | ----- | ----- | ----- | ----- | -------- | -------- |
| Santiago Lange Carlos Espínola | Tornádó     | 13    | 1     | 1     | 12    | 4     | 6     | 9     | 1     | 9     | 1     | 12    | 56       |          |

É - éremfutam

## Vívás
Férfi
| Versenyző        | Versenyszám | Selejtező         | 32-es főtábla         | Nyolcaddöntő      | Negyeddöntő       | Elődöntő          | Bronz- mérkőzés   | Döntő             | Helyezés |
| Versenyző        | Versenyszám | Ellenfél Eredmény | Ellenfél Eredmény     | Ellenfél Eredmény | Ellenfél Eredmény | Ellenfél Eredmény | Ellenfél Eredmény | Ellenfél Eredmény | Helyezés |
| ---------------- | ----------- | ----------------- | --------------------- | ----------------- | ----------------- | ----------------- | ----------------- | ----------------- | -------- |
| Alberto González | Tőr, egyéni |                   | Csu Csün (CHN) · 2-15 | kiesett           | kiesett           | kiesett           | kiesett           | kiesett           | 26.      |